# San Michele in Isola
San Michele in Isola, auch San Michele di Murano, ist eine Kirche und ein ehemaliges Kamaldulenserkloster auf der Friedhofsinsel San Michele in der Lagune von Venedig zwischen dem Stadtteil Castello, zu dem die Insel heute gehört, und Murano.

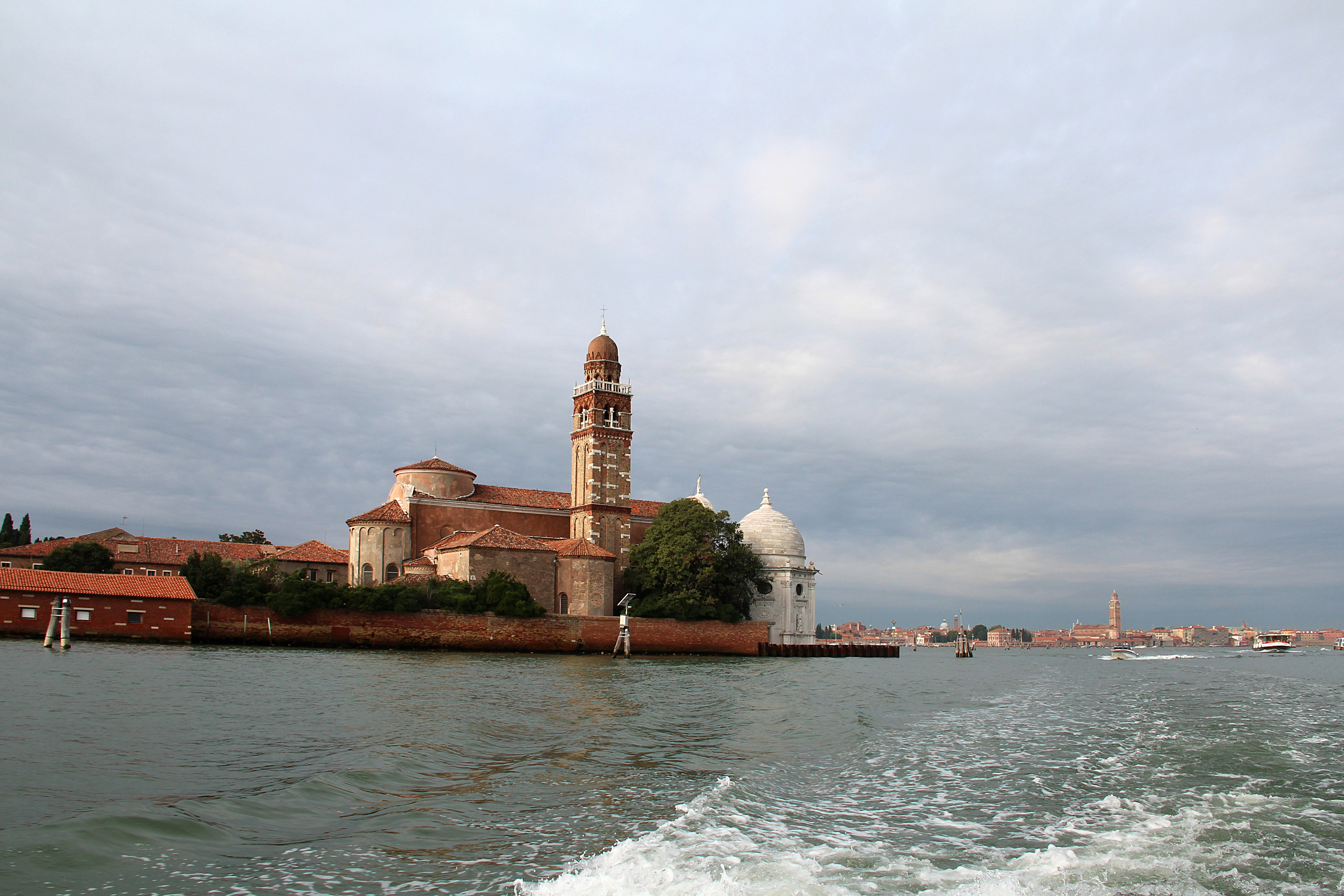
Campanile und Nordseite der Kirche San Michele in Isola von der Lagune von Venedig aus gesehen.

## Geschichte

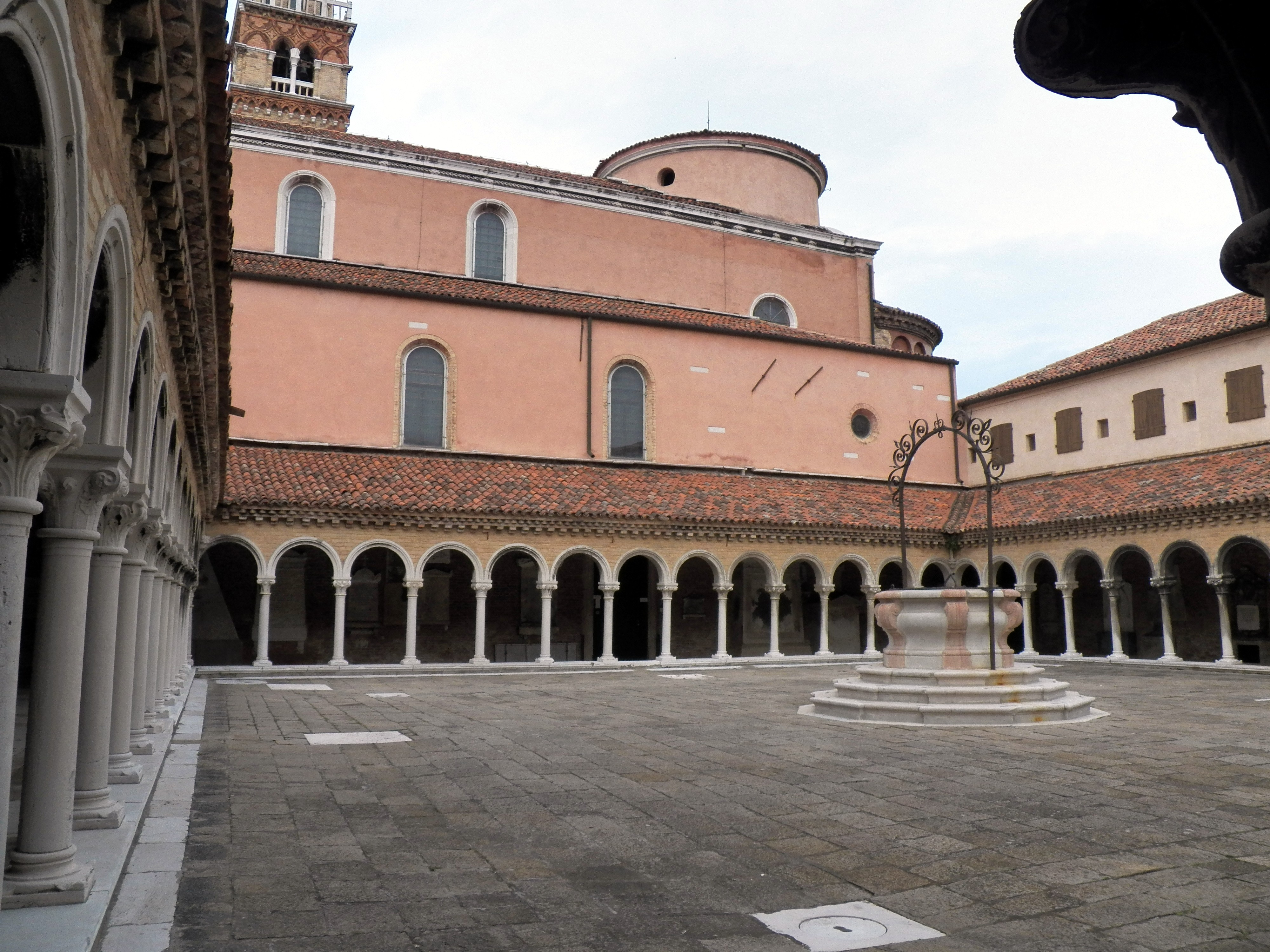
Südseite und Kreuzgang

An der Stelle der heutigen Kirche, auf der noch unbewohnten Insel, soll in den 970er Jahren der heilige Romuald als Einsiedler gelebt haben. Der früheste Vorgängerbau, Stiftung einer wohlhabenden Patrizierfamilie, wird auf Ende des 10. Jahrhunderts datiert. Im Jahr 1212 wurde die Insel dem Kamaldulenserorden überlassen, der dort bis 1221 eine neue Kirche und Konventsgebäude errichtete. Diese wurden um 1300 tiefgreifend restauriert, waren aber nach der Mitte des 15. Jahrhunderts wieder baufällig und wurden abgerissen. Der Campanile wurde 1460 noch in gotischen Formen neu errichtet.
Der Neubau des übrigen Gebäudekomplexes begann 1469. Den Entwurf schuf der bedeutende Baumeister Mauro Codussi. Es war sein erster Auftrag in Venedig und die erste Renaissancekirche der Stadt.
1530 wurde neben der Portalfassade, an der Nordspitze der Insel, die Cappella Emiliani als Mausoleum für die wohlhabende Witwe Margarita Vitturi Emiliani angebaut, ein Werk von Guglielmo Bergamasco (1485 – 1556).
Das Kloster erlebte Zeiten religiöser und kultureller Blüte. 1434 wurde ihm eine Ordenshochschule für Theologie, Philosophie und alte Sprachen und Literatur angegliedert. Die Klosterbibliothek war zum Zeitpunkt der Auflösung 1810 mit 40.000 Bänden, darunter wertvolle Handschriften und Inkunabeln, eine der bedeutendsten der Region. Der Mönch und Kartograf Fra Mauro († 1459) zeichnete hier seine Weltkarte, eines der wichtigsten Zeugnisse des vorkolumbianischen Weltbilds. Weitere Mönche und Lehrer des Klosters waren Niccolò Malermi, Bernardino Gadolo (1463 – 1499), Angelo Calogerà (1699–1764), Giambenedetto Mittarelli (1707–1777) und Placido Zurla. In den 1780er Jahren war der spätere Papst Gregor XVI. Konventuale in San Michele.
Nach der Eroberung der Republik Venedig durch Napoleon im Jahr 1797 wurde das Kamaldulenserkloster 1810 aufgehoben und die Insel Staatseigentum. Danach begann ihre aufwendige Umwandlung in den neuen städtischen Friedhof, wofür sie 1837 mit der unmittelbar benachbarten Insel San Cristoforo durch Aufschüttung verbunden wurde. Die Klosterkirche San Michele mit Kreuzgang und die Cappella Emiliani blieben erhalten.

## Architektur und Ausstattung

### Kirche

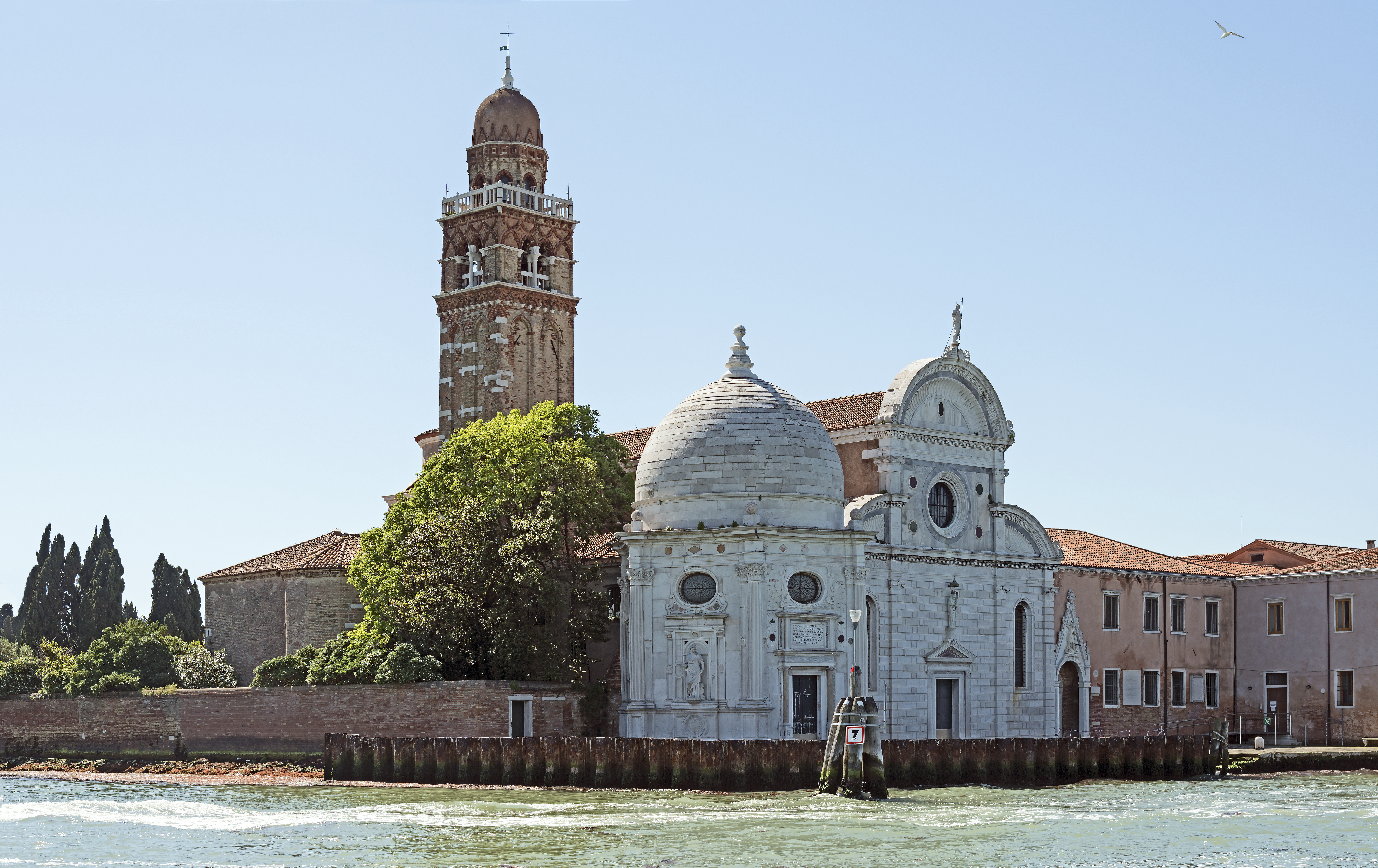
San Michele in Isola,
Ansicht von der Lagune.

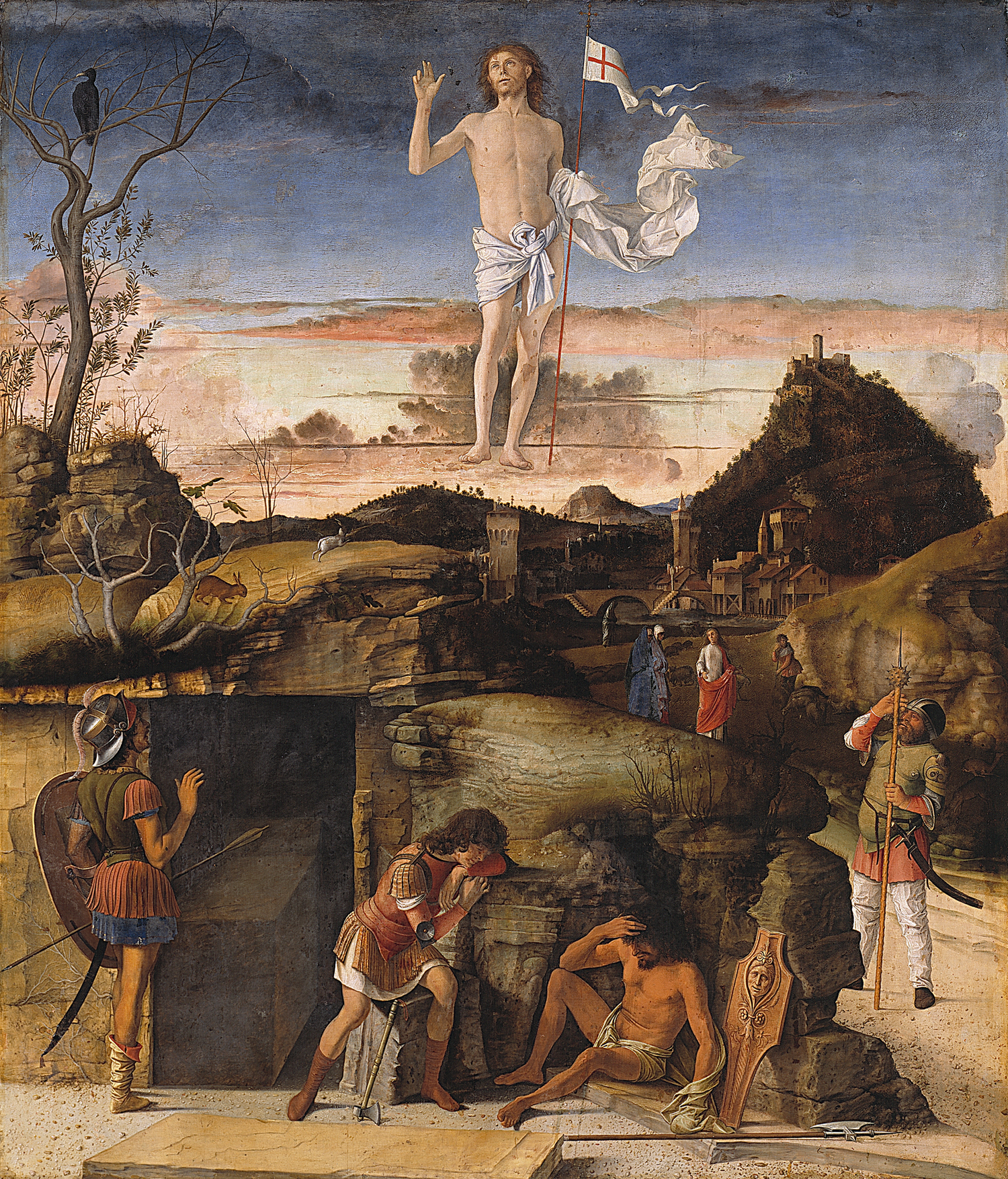
Giovanni Bellini, Auferstehung Christi, Gemäldegalerie Berlin

Die repräsentative nach Westen ausgerichtete Portalfassade ist ein charakteristischer, seinerzeit neuartiger Entwurf Codussis. Sie besteht aus weißem istrischem Karstmarmor und spiegelt die dreischiffige Baugestalt der Kirche wider. Den Mittelteil krönt ein Halbkreisbogen, die niedrigeren Seiten schließen mit angelehnten Viertelkreisen. Gebälke und Pilaster, ein zentrales Rund- und zwei schlanke Rundbogenfenster gliedern die Fläche.
San Michele ist eine äußerlich schlichte Basilika. Die drei Schiffe sind innen durch schlanke Säulen und weitgespannte Bögen getrennt und tragen Kassettendecken. Alle drei münden in je einen Chor mit Rundapsis. Über dem Hauptchor steht eine Flachkuppel mit rundem Tambour. Sie ist im Inneren mit zwei Chorbögen abgetrennt, sodass der Eindruck einer quadratischen Vierung entsteht. In die Westjoche das Langhauses ist eine geräumige, reich dekorierte Empore eingebaut.
Marco Zorzi, Gesandter am Hof Ludwigs XII. von Frankreich, Mitglied des Rates der Zehn, ließ auf der rechten Seite des Hochaltars eine schmale Auferstehungskapelle als Familiengruft in den Maßen Breite 3,10 m, Länge 7,10 m, Höhe 5,50 m errichten. Als Altarbild fertigte Giovanni Bellini die Auferstehung Christi, heute in der Gemäldegalerie Berlin, das von einem Fenster der rechten Seitenwand beleuchtet wurde und wohl 1478 aufgestellt wurde.
Die wichtigsten Kunstwerke der Kirche wurden nach der Aufhebung des Klosters verkauft. Bemerkenswert ist eine Hieronymus-Skulptur von Giusto Le Court (1627–1679).

### Campanile
Der Glockenturm von 1460 aus unverputztem Ziegelmauerwerk ist der einzige gotische Teil des Ensembles. Er erhebt sich neben dem nördlichen Seitenschiff freistehend auf quadratischem Grundriss. Waagerechte Zierfriese gliedern ihn in Stockwerke. Ein achteckiges Obergeschoss mit kugeligem Helm bildet den Abschluss.

### Kreuzgang
Der Kreuzgang, ein leicht unregelmäßiges Quadrat aus vier Arkadenreihen mit 57 Rundbögen, in dessen Mitte ein Brunnen steht, bietet ein Bild von seltener Geschlossenheit und Ruhe.

### Cappella Emiliana

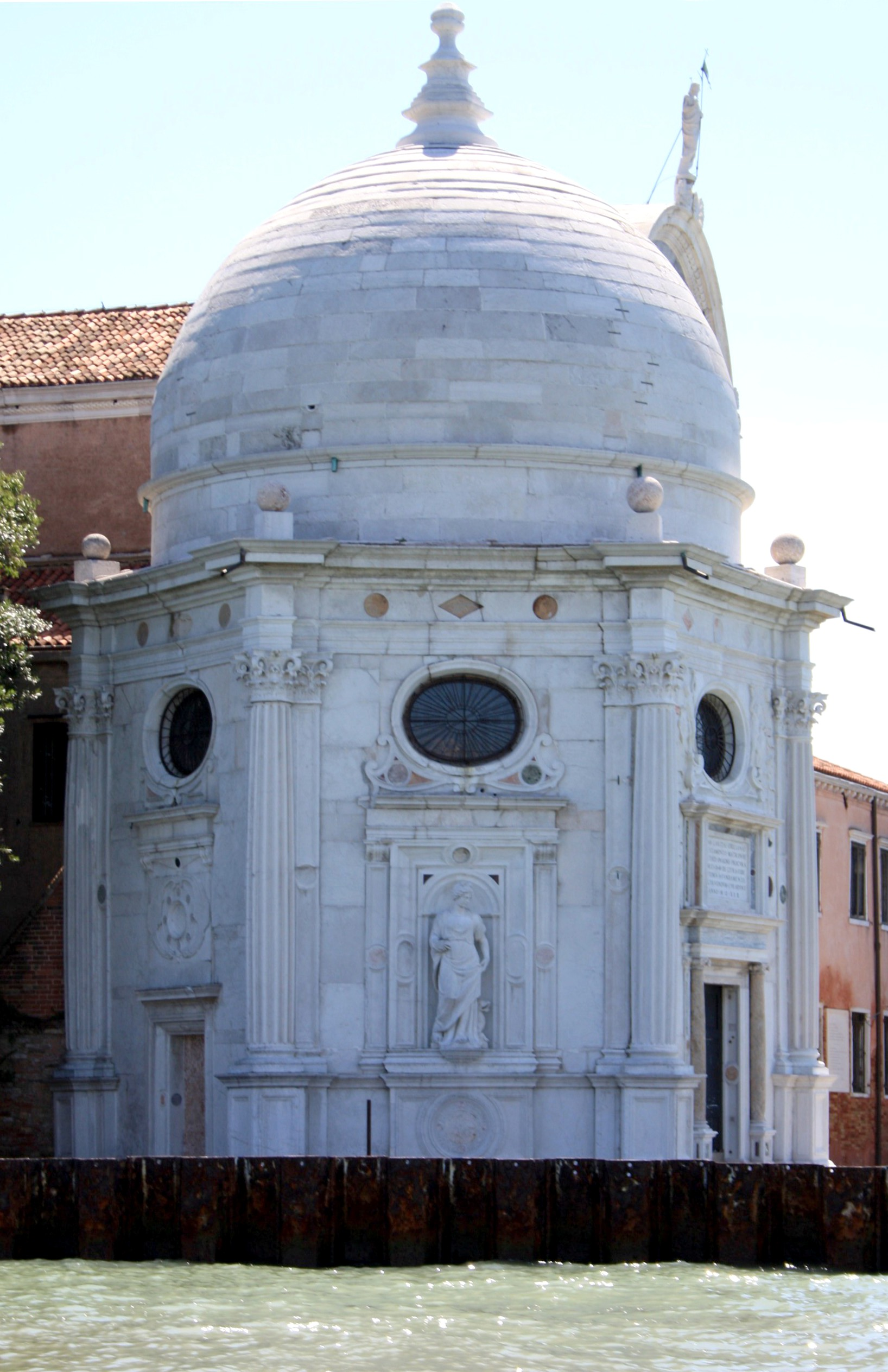
Die Cappella Emiliana.

Die Cappella Emiliana, ein exemplarisches Renaissance-Mausoleum, ist ein sechseckiger, klar proportionierter Zentralbau mit einer über kurzem Tambour gemauerten Kuppel aus istrischem Stein. Den Auftrag zum Bau der Cappella erteilten die Prokuratoren von San Marco 1528 an den Architekten Guglielmo de’ Grigi d’Alzano, vollendet wurde der Bau 1543 durch Mauro Codussi. Finanziert wurde der Bau durch eine Stiftung von 1427 durch Margherita Vitturi, die Witwe von Giovambattista Miani (Emiliani). Daher ist die Cappella der hl. Margareta geweiht.
Im Inneren ist sie mit Böden aus kostbaren geometrischen und farbigen Marmorinkrustationen und mit Steinrelief-Altarretabeln ausgestattet.
Zwischen 2000 und 2006 wurde der Bau im Rahmen des UNESCO International Private Committees Programme for the Safeguarding of Venice wissenschaftlich untersucht und umfassend restauriert.